# Келлі Тауншип (округ Юніон, Пенсільванія)
Келлі Тауншип (англ. Kelly Township) — селище (англ. township) в США, в окрузі Юніон штату Пенсільванія. Населення — 3994 особи (2020).

## Демографія
Згідно з переписом 2010 року, у селищі мешкала 5491 особа в 1582 домогосподарствах у складі 906 родин. Було 1759 помешкань
Расовий склад населення:
| - 74,8 % — білих - 16,8 % — чорних або афроамериканців - 0,9 % — азіатів - 0,7 % — корінних американців - 0,1 % — вихідців з тихоокеанських островів - 4,5 % — осіб інших рас |

До двох чи більше рас належало 2,2 %. Частка іспаномовних становила 11,4 % від усіх жителів.
За віковим діапазоном населення розподілялося таким чином: 14,9 % — особи молодші 18 років, 64,8 % — особи у віці 18—64 років, 20,3 % — особи у віці 65 років та старші. Медіана віку мешканця становила 40,2 року. На 100 осіб жіночої статі у селищі припадало 165,7 чоловіків;  на 100 жінок у віці від 18 років та старших — 180,1 чоловіків також старших 18 років.
Середній дохід на одне домашнє господарство  становив 56 886 доларів США (медіана — 43 685), а середній дохід на одну сім'ю — 70 686 доларів (медіана — 64 896). Медіана доходів становила 35 638 доларів для чоловіків та 41 406 доларів для жінок. За межею бідності перебувало 11,4 % осіб, у тому числі 17,3 % дітей у віці до 18 років та 11,5 % осіб у віці 65 років та старших.
Цивільне працевлаштоване населення становило 1398 осіб. Основні галузі зайнятості: освіта, охорона здоров'я та соціальна допомога — 24,7 %, мистецтво, розваги та відпочинок — 18,3 %, роздрібна торгівля — 13,7 %, будівництво — 9,7 %.